# Acyldepsipeptide
Acyldepsipeptide (ADEP) sind eine Gruppe chemischer Verbindungen mit potentiellem Wert als Antibiotikum. Sie kommen natürlicherweise in Kulturen der Bakteriengattung Streptomyces vor, aus welchen sie erstmals isoliert wurden.